# 日本国憲法第29条
日本国憲法 第29条（にほんこく（にっぽんこく）けんぽう だい29じょう）は、日本国憲法の第3章にある条文で、財産権について規定している。

## 条文
日本国憲法 - e-Gov法令検索

第二十九条
1. 財産権は、これを侵してはならない。
2. 財産権の内容は、公共の福祉に適合するやうに、法律でこれを定める。
3. 私有財産は、正当な補償の下に、これを公共のために用ひることができる。

## 沿革

### 大日本帝国憲法
東京法律研究会 p.8

第二十七條
日本臣民ハ其ノ所有權ヲ侵サルヽコトナシ
公益ノ爲必要ナル處分ハ法律ノ定ムル所ニ依ル

### GHQ草案
「GHQ草案」、国立国会図書館「日本国憲法の誕生」。

#### 日本語
第二十七条
財産ヲ所有スル権利ハ不可侵ナリ然レトモ財産権ハ公共ノ福祉ニ従ヒ法律ニ依リ定義セラルヘシ
第二十八条
土地及一切ノ天然資源ノ究極的所有権ハ人民ノ集団的代表者トシテノ国家ニ帰属ス
国家ハ土地又ハ其ノ他ノ天然資源ヲ其ノ保存、開発、利用又ハ管理ヲ確保又ハ改善スル為ニ公正ナル補償ヲ払ヒテ収用スルコトヲ得
第二十九条
財産ヲ所有スル者ハ義務ヲ負フ其ノ使用ハ公共ノ利益ノ為タルヘシ国家ハ公正ナル補償ヲ払ヒテ私有財産ヲ公共ノ利益ノ為ニ収用スルコトヲ得

#### 英語
Article XXVII.
The right to own property is inviolable, but property rights shall be defined by law, in conformity with the public welfare.
Article XXVIII.
The ultimate fee to the land and to all natural resources reposes in the State as the collective representative of the people. Land and other natural resources are subject to the right of the State to take them, upon just compensation therefor, for the purpose of securing and promoting the conservation, development, utilization and control thereof.
Article XXIX.
Ownership of property imposes obligations. Its use shall be in the public good. Private property may be taken by the State for public use upon just compensation therefor.

### 憲法改正草案要綱
「憲法改正草案要綱」、国立国会図書館「日本国憲法の誕生」。

第二十七
財産権ハ侵サルルコトナキコト
財産権ノ内容ハ法律ヲ以テ之ヲ定メ公共ノ福祉ニ適応セシムルコト
私有財産ハ正当ナル補償ヲ以テ之ヲ公共ノ用ニ供セラルルコトアルベキコト

### 憲法改正草案
「憲法改正草案」、国立国会図書館「日本国憲法の誕生」。

第二十七条
財産権は、これを侵してはならない。
財産権の内容は、公共の福祉に適合するやうに、法律でこれを定める。
私有財産は、正当な補償の下に、これを公共のために用ひることができる。

## 関連判例
- 農地改革事件（最高裁判所大法廷判決 昭和28年12月23日）
- 宅地買収計画取消請求（最高裁判例 昭和29年1月22日）
- 第三者所有物没収事件（最高裁判所大法廷判決 昭和37年11月28日）憲法31条
- 奈良県ため池条例事件（最高裁判所大法廷判決 昭和38年6月26日）憲法31条、憲法94条
- 河川附近地制限令違反事件（最高裁判所大法廷判決 昭和43年11月27日）
- 森林法共有林事件（最高裁判所大法廷判決 昭和62年4月22日）民法256条1項、民法258条、森林法186条
- 所有権移転登記手続等請求事件（最高裁判例 平成21年4月23日）b:建物の区分所有等に関する法律第70条